# Sibbo storskogs nationalpark
Sibbo storskogs nationalpark (finska: Sipoonkorven kansallispuisto) är en nationalpark i Helsingfors, Vanda och Sibbo kommuner i Nyland, belägen i Storhelsingfors nordöstra del.
Nationalparken grundades 2011. Arealen är 19 km².
Sibbo storskog karakteriseras av småskalighet och variation; det finns många slags skogar, myrar och kulturlandskap i området, samt ett fåtal sjöar. Höjdskillnaderna är relativt stora och många av bergen är kala. Granskog dominerar på många håll. Det finns mycket grankärr och små surdrag, liksom friska och lundartade moar samt hällmarksskogar. Det finns en del gammelskog som är nära naturtillstånd.
Det finns många utrotningshotade arter i nationalparken. I lundarna finns bland annat skogsbingel, gulsippa och stor nunneört. I nationalparken förekommer nästan alla skogslevande däggdjurs- och fågelarter som påträffas i södra Finland, också till exempel tjäder.
I Byabäcksdalen finns öppna landskap, dels odlade sluttningar, betesängar och hagmarker, dels skogbevuxna kullar och bergknallar. I området mellan bergslandskapet och åkrarna finns lundar med lind och hassel samt stora granar. Skillnader i jordmånens bördighet och höjdskillnaderna bidrar till variationen. Man strävar efter att bibehålla kulturlandskapens öppenhet med röjning, bete och odling.